# Merely Mary Ann (film 1920)
Merely Mary Ann è un film muto del 1920 diretto da Edward LeSaint. Il lavoro teatrale Merely Mary Ann di  Israel Zangwill fu portato altre due volte sullo schermo, interpretato nella versione del 1931 da Janet Gaynor.
Fu la seconda versione cinematografica della commedia che aveva debuttato a Broadway al Garden Theatre il 28 dicembre 1903, interpretata da Eleanor Robson.

## Trama
A Londra, Mary Ann fa la sguattera nella pensione della signora Leadbatter. Lì, conosce Lancelot: il giovane è figlio di un baronetto ma vive poveramente perché vuole fare carriera con le proprie forze. Tra Mary Ann e Lancelot nasce una profonda amicizia. Un giorno, alla pensione, arriva uno straniero che informa la ragazza che suo fratello è morto lasciandola erede della sua fortuna. L'uomo fa delle pesanti avances a Mary Ann che viene salvata dall'intervento di Lancelot. Quest'ultimo, quando scopre che ora la ragazza che ha imparato ad amare è diventata ricca, rompe la loro relazione un po' per orgoglio un po' per non far pensare di essere interessato al suo denaro.
Tre anni dopo, Lancelot è diventato un musicista di successo. Ora può tornare da Mary Ann e dichiararle il suo amore.

## Produzione
Il film fu prodotto dalla Fox Film Corporation

## Distribuzione
Distribuito dalla Fox Film Corporation, il film uscì nelle sale cinematografiche USA il 12 settembre 1920.

## Differenti versioni
- Merely Mary Ann di John G. Adolfi  (1916)
- Merely Mary Ann di Edward LeSaint (1920)
- La casetta sulla spiaggia (Merely Mary Ann) di Henry King (1931)